# Fréchet-Prinzip
Das Fréchet-Prinzip, benannt nach dem französischen Mathematiker Maurice René Fréchet (1878–1973), ist ein allgemeingültiges Rezept, um für Zufallsvariablen in geeigneter Weise Erwartungswert und Varianz  zu definieren. Das Prinzip geht auf eine Arbeit von Fréchet von 1948 zurück.

## Definitionen
Sei {\displaystyle (M,d)} ein metrischer Raum, wobei {\displaystyle d} eine Metrik auf der Grundmenge {\displaystyle M} ist. Sei weiter {\displaystyle X} eine Zufallsvariable mit Werten in {\displaystyle M}. Dann ist der Fréchet-Erwartungswert {\displaystyle EX} definiert als der Wert, der den erwarteten quadratischen metrischen Abstand zwischen {\displaystyle X} und den Elementen {\displaystyle a\in M} minimiert, d. h.
{\displaystyle Ed^{2}(X,EX)=\min _{a\in M}Ed^{2}(X,a)}.
Dieser minimal erreichbare erwartete quadratische Abstand definiert die Varianz, d. h.
{\displaystyle VarX:=Ed^{2}(X,EX)}.

## Beispiele
- Für {\displaystyle M=\mathbb {R} }, die Euklidische Metrik und eine klassische Zufallsgröße {\displaystyle X} erfüllen {\displaystyle EX} und {\displaystyle VarX} das Fréchet-Prinzip, d. h., es gilt

{\displaystyle VarX=E(X-EX)^{2}=\min _{a\in \mathbb {R} }E(X-a)^{2}}.
- Etwas komplizierter ist es im Falle von zufälligen Mengen bzw. zufälligen Fuzzymengen. Dort wird als Metrik gern die Hausdorff-Metrik {\displaystyle h} benutzt, jedoch erweist sich der i. Allg. benutzte Aumann-Erwartungswert {\displaystyle E_{A}} nicht als Fréchet-Erwartungswert bzgl. {\displaystyle h}. Damit ist {\displaystyle h} nicht geeignet, um sinnvoll eine Varianz für zufällige (Fuzzy-)Mengen zu definieren. Zumindest für zufällige konvexe (Fuzzy-)Mengen ist {\displaystyle E_{A}} allerdings Fréchet-Erwartungswert bzgl. einer durch die Trägerfunktionen konvexer Mengen definierte Metrik. Damit erhält man dann auch auf natürliche Weise die Varianz einer zufälligen konvexen (Fuzzy-)Menge.[2]